# Kanton Moyeuvre-Grande
Kanton Moyeuvre-Grande (fr. Canton de Moyeuvre-Grande) byl francouzský kanton v departementu Moselle v regionu Lotrinsko. Tvořilo ho šest obcí. Zrušen byl po reformě kantonů 2014.

## Obce kantonu
- Clouange
- Gandrange
- Moyeuvre-Grande
- Moyeuvre-Petite
- Rosselange
- Vitry-sur-Orne